# Focke-Wulf GL 22
Il Focke-Wulf GL 22 fu un aereo da trasporto passeggeri di linea e da addestramento bimotore, monoplano ad ala alta, sviluppato dall'azienda tedesca Focke-Wulf-Flugzeugbau AG negli anni venti.
Ulteriore sviluppo del precedente Focke-Wulf GL 18, del quale era essenzialmente una variante rimotorizzata, venne utilizzato dalla Deutsche Verkehrsfliegerschule (DVS) nelle proprie scuole di volo.

## Storia del progetto
Dopo che la Focke-Wulf ebbe introdotto nella propria gamma il suo primo bimotore, il GL 18, e ne avesse realizzato nel 1928 la variante GL 18c equipaggiandola con il motore aeronautico Siemens-Halske Sh 12 a 9 cilindri radiale raffreddato ad aria, venne deciso di svilupparne un'ulteriore variante che l'azienda identificò con la nuova denominazione GL 22.
Il nuovo progetto riproponeva l'impostazione generale del precedente modello, bimotore monoplano con fusoliera che integrava la cabina di pilotaggio allo scompartimento passeggeri con quattro posti a sedere in tandem, affidando definitivamente la propulsione ad una coppia di radiali Sh 12, collocati sempre in gondole alari ma spostate verso il basso, lasciando libero al flusso d'aria l'estradosso dell'ala a profilo spesso. Altre differenze della struttura complessiva del modello erano nella forma della fusoliera, nel diverso disegno del naso e dell'impennaggio e nel carrello d'atterraggio che, pur rimanendo fisso del tipo biciclo anteriore più pattino d'appoggio sotto la coda, integrava gambe di forza collegate superiormente alle gondole motore, in una struttura ammortizzata che aumentava considerevolmente la distanza trasversale delle due ruote.
Il modello venne avviato alla produzione nel 1928 e presentato all'edizione dello stesso anno della Mostra internazionale dell'aeronautica di Berlino (ILA).
Destinato ufficialmente al mercato dell'aviazione commerciale, in particolare come proposta alle compagnie aeree per il trasporto di passeggeri, merci e posta aerea a corto-medio raggio, l'unico committente si rivelò essere la Deutsche Verkehrsfliegerschule (DVS) per destinarlo all'addestramento per i plurimotori nelle proprie scuole di volo.

## Tecnica
La fusoliera, dalla sezione rettangolare sviluppata in altezza, era realizzata con struttura in legno ricoperta anteriormente da tela trattata e posteriormente, nella zona destinata ai passeggeri, da un doppio strato di pannellature in compensato. Al suo interno trovavano posto il pilota e quattro passeggeri seduti in un'unica fila.
La velatura era monoplana, con ala dal profilo spesso collocata alta sulla fusoliera, realizzata con struttura in legno ricoperta anteriormente in fogli di compensato e posteriormente in tela trattata.

## Impiego operativo
Tutti e quattro gli esemplari prodotti, WerkNr. 37 e da 39 a 41, e immatricolati rispettivamente D-1349, D-1375, D-1418 e D-1462, vennero utilizzati dal 1928 dalla Deutsche Verkehrsfliegerschule (DVS), una organizzazione paramilitare clandestina che operava nelle scuole di volo civili e che aveva lo scopo di formare i nuovi piloti da poter indirizzare alla futura aeronautica militare dopo la sua ricostituzione.
Il GL 22 ebbe comunque una vita operativa breve; i primi due esemplari rimasero in servizio fino al giugno 1930, quindi accantonati, gli altri due vennero persi in incidenti di volo, rispettivamente nel settembre e nel novembre 1928.

## Utilizzatori
Germania
- Deutsche Verkehrsfliegerschule (DVS)

### Pubblicazioni
- (EN) The Focke-Wulf G.L.22, in ILA 1928 Berlin Aero Show, Flight, Orbis Publishing, 8 novembre 1928.